# Jean Verbeken
Jean Verbeken is een personage uit de Vlaamse politieserie Zone Stad dat gespeeld werd door wijlen Robrecht De Roock.

## Seizoen 1
Jeans vrouw is in verwachting van Femke. Jean vraagt aan Bellon of hij Femkes peter wil worden, waarop hij ja zegt. In de seizoensfinale bevalt Nathalie van Femke.

## Seizoen 2
Aan het einde van het seizoen treedt Jeans partner Jean Bellon in het huwelijk met zijn vriend Rudy. Verbeke is echter afwezig op het huwelijk: hij blijkt zijn been gebroken te hebben en in het ziekenhuis te liggen. (Acteur Robrecht De Roock overleed onverwacht voor de opnamen van deze scènes, vandaar dat de verhaallijn op deze manier moest worden aangepast.)